# Асков (Минесота)
Асков (енгл. Askov) град је у америчкој савезној држави Минесота.

## Демографија
По попису из 2010. године број становника је 364, што је 4 (-1,1%) становника мање него 2000. године.
| Група             | 2000.       | 2010.       |
| Белци             | 353 (95,9%) | 353 (97,0%) |
| Афроамериканци    | 1 (0,3%)    | 0 (0,0%)    |
| Азијати           | 2 (0,5%)    | 1 (0,3%)    |
| Хиспаноамериканци | 0 (0,0%)    | 5 (1,4%)    |
| Укупно            | 368         | 364         |